# Unterbruck (Gemeinde Prambachkirchen)
Unterbruck ist eine Ortschaft der Gemeinde Prambachkirchen im Bezirk Eferding in Oberösterreich.
Das Dorf liegt östlich von Prambachkirchen an der aus Linz kommenden Eferdinger Straße B129, die im weiteren Verlauf nahe Taufkirchen an der Pram an der B137 endet. Unterbruck liegt in unmittelbarer Nachbarschaft zu Prambachkirchen und wird vom Ritzinger Bach durchflossen, einem rechten Zufluss der Aschach. Östlich des Ortes befindet sich die Sandgrube Unterbruck mit bemerkenswerten Phosphorit-Konkretionen.